# Japan Idol File
『Japan Idol File』（ジャパン・アイドル・ファイル）は、2013年4月24日にT-Palette Recordsから発売された、ローカルアイドルのコンピレーション・アルバム。

## 解説
T-Palette Recordsにはローカルアイドルが所属している事もあり、各地で活動しているローカルアイドルをより多くの人に知って欲しいという意図で企画された5枚組コンピレーション・アルバム。本作は嶺脇育夫が監修し、南波一海とエドボルが全国のアイドルから選出した。「全国で知られるきっかけが少ないローカル・アイドル」の楽曲を「より多くの音楽ファンに届けたい」という目的から、5枚組3000円という価格が設定された。また、当初は70曲収録予定と発表されていたが、最終的には64曲収録となった。

## 収録曲

### DISC-1
1. ラリリレル / RYUTist（新潟）
2. Lovin' You / R☆M（北海道）
3. トライアングルスクエア / Dorothy Little Happy（宮城）
4. チョコレート☆デスティニー / テクプリ（宮城）
5. 桜の花が咲く頃 / みちのく仙台ORI☆姫隊（宮城）
6. ニコニコ食育音頭 / Negicco（新潟）
7. Happy Smile / フルーティー（北海道）
8. ありがとう。 / ほいっぷ✩Girls（北海道）
9. ユメミルツバサ / WHY@DOLL（北海道）
10. WINTER CHANCE / SPLASH（宮城）
11. NO:ID / B♭（宮城）
12. SAKURAガール☆ / Angel Generation（新潟）

### DISC-2
1. いちご記念日 / とちおとめ25（栃木）
2. ドキドキパニック（I ROCK ver.） / しず風&絆〜KIZUNA〜（愛知）
3. COSPLAYER / KGY40Jr.（千葉）
4. しっかりしてよ –ダメ男シカリンズ– / AKAGIDAN-AKG-（群馬）
5. ハッピーで埋めつくすカレンダー / Barbie Lips（愛知）
6. ずっと一緒ね / T!P（栃木）
7. 瞬間 I love you / H&A.（静岡）
8. ミラクルメーカー / ミラクル（静岡）
9. Limit Of Love / dela（愛知）
10. 閃光アクション / WELOVE（愛知）
11. 負けるなDreamer / アイドル教室（愛知）
12. ずっきゅん☆おとめろでぃ♪ / オトメ☆コーポレーション（長野）
13. 行こう!Let's Go! / あっぷる学園応援部（長野）

### DISC-3
1. nostalgie el / いずこねこ（大阪）
2. ナイトライダー / Especia（大阪）
3. Shining Paradise / OSAKA BB WAVE（大阪）
4. Special island / OSAKA翔GANGS（大阪）
5. 虹色 / キャラメル☆リボン（大阪）
6. 流星☆トランジスタ / KOBerrieS♪（兵庫）
7. ラブトレイン / Csli（大阪）
8. Green&Peace / SKETCH（大阪）
9. CHANCE / JuRias（三重）
10. カムバックYANAGASE / モンソレイユ415（岐阜）
11. Romantic姫magic / 天下布舞 岐阜姫軍団（岐阜）
12. 大好きだよ / ・・るちる・・（大阪）
13. FOOTMAN / JK21（大阪）
14. Like an Angel / Mary Angel（大阪）
15. 地下アイドルなんて呼ばせない!! / ポンバシwktkメイツ（大阪）

### DISC-4
1. 晴れルヤ! / nanoCUNE（愛媛）
2. S-Qtimes!! / S-Qty（岡山）
3. 麗しの女子事務員 / 正光女子（広島）
4. Loop&Loop / ひめキュンフルーツ缶（愛媛）
5. 手裏剣シュシュ / Hmj姫っ娘5（兵庫）
6. 願いドロップ / きみともキャンディ（香川）
7. Love Phone / SakuLove（岡山）
8. てんてこマインド / さくマイ（広島）
9. Shining Grace / S★KIP（高知）
10. かみひこうき〜届け!わたしの気持ち♡〜 / baby dolls（徳島）
11. Let's!! Party Time☆ / ネップシスターズ（大阪）
12. Yes!存在証明! / Marry Doll（大阪）

### DISC-5
1. カロリーなんて / LinQ（福岡）
2. J・J〜ラッキーsmile〜 / Lucky Color's（沖縄）
3. Brightness / TRICK8f（福岡）
4. LOVE〜arigatou〜 / Rev. from DVL（福岡）
5. 青春サバイバー / Chimo（大分）
6. Sha・la・la・la・LA / 青SHUN学園（福岡）
7. カレン / 乙女の純情（福岡）
8. Dreamin'girls☆ / れいしゅしゅ（福岡）
9. KISS YOU / SPATIO（大分）
10. fairy tale / ぶれいず（大分）
11. Run!! / 山口活性学園（山口）
12. チェスト!〜ゲンキのしるし〜 / S★UTHERN CROSS（鹿児島）